# Єрмаковка (Зерендинський район)
Єрмако́вка (каз. Ермаковка) — село у складі Зерендинського району Акмолинської області Казахстану. Входить до складу Байтерецького сільського округу.
Населення — 144 особи (2021; 293 у 2009, 362 у 1999, 449 у 1989).
Національний склад станом на 1989 рік:
- росіяни — 42 %;
- казахи — 35 %.